# José Serpa
José Rodolfo Serpa Pérez (Corozal, 17 april 1979) is een Colombiaans wielrenner die anno 2019 rijdt voor GW Shimano. Aanvankelijk zette hij in 2015 een punt achter zijn carrière, maar drie jaar later keerde hij terug bij een Colombiaanse ploeg.

## Belangrijkste overwinningen
2003
 Tijdrit op de Pan-Amerikaanse Spelen
2004
 Pan-Amerikaans kampioen ploegenachtervolging, Elite
 Pan-Amerikaans kampioen ploegkoers, Elite
2005
3e etappe deel A Ronde van Venezuela (ploegentijdrit)
5e etappe Clasico Banfoandes
2006
7e, 10e en 14e etappe Ronde van Tachira
4e en 5e etappe Ronde van Langkawi
6e etappe Ronde van Chili
 Pan-Amerikaans kampioen op de weg, Elite
 Tijdrit op de Centraal-Amerikaanse en Caraïbische Spelen
 Ploegenachtervolging op de Centraal-Amerikaanse en Caraïbische Spelen
12e etappe Ronde van Colombia
4e etappe Ronde van Venezuela
Eindklassement Ronde van Venezuela
Eindklassement UCI America Tour
2007
5e etappe Ronde van Tachira
8e etappe Ronde van Langkawi
2008
6e etappe Ronde van Langkawi
9e etappe Ronde van Venezuela
6e en 7e etappe Clasico Banfoandes
Eindklassement Clasico Banfoandes
2009
4e etappe Ronde van San Luis
5e etappe Ronde van Langkawi
Eind- en bergklassement Ronde van Langkawi
7e etappe Ronde van Venezuela
2010
2e etappe Internationale Wielerweek
4e etappe Wielerweek van Lombardije
2011
2e etappe Ronde van San Luis
Ronde van Friuli
1e etappe deel B Internationale Wielerweek (ploegentijdrit)
2012
5e en 6e etappe Ronde van Langkawi
Eindklassement Ronde van Langkawi
2014
Trofeo Laigueglia
2017
7e etappe Ronde van Colombia
2018
9e etappe Ronde van Táchira
Bergklassement Ronde van Táchira

## Resultaten in voornaamste wedstrijden
| Jaar | Ronde van Italië | Ronde van Frankrijk | Ronde van Spanje |
| ---- | ---------------- | ------------------- | ---------------- |
| 2006 | 31e              |                     |                  |
| 2007 |                  |                     |                  |
| 2008 | 26e              |                     |                  |
| 2009 | 9e               |                     |                  |
| 2010 | 30e              |                     |                  |
| 2011 | 51e              |                     |                  |
| 2012 | 87e              |                     |                  |
| 2013 | 26e              | 21e                 |                  |
| 2014 |                  | 48e                 | 93e              |
| 2015 |                  | 122e                |                  |

| Jaar | Milaan-San Remo | Amstel Gold Race | Luik-Bast.‑Luik | Ronde van Lombardije | Waalse Pijl | Clásica San Sebastián |  | WK op de weg |  | Wereldranglijsten |
| ---- | --------------- | ---------------- | --------------- | -------------------- | ----------- | --------------------- |  | ------------ |  | ----------------- |
| 2006 |                 |                  |                 |                      |             |                       |  |              |  |                   |
| 2007 | 48e             |                  |                 |                      |             |                       |  | opgave       |  |                   |
| 2008 |                 |                  | 42e             |                      | 95e         |                       |  | 74e          |  | 122e (UPT)        |
| 2009 | 76e             | opgave           |                 | 28e                  |             |                       |  | 34e          |  |                   |
| 2010 |                 |                  |                 |                      |             |                       |  |              |  |                   |
| 2011 |                 |                  |                 |                      |             |                       |  | 124e         |  |                   |
| 2012 |                 |                  |                 | opgave               |             |                       |  |              |  |                   |
| 2013 |                 |                  |                 |                      |             |                       |  |              |  |                   |
| 2014 |                 |                  |                 |                      |             | 13e                   |  |              |  | 175e (UWT)        |
| 2015 | 52e             |                  | opgave          |                      | 98e         | 67e                   |  |              |  |                   |

## Ploegen
- 2006 –  Selle Italia-Serramenti Diquigiovanni (vanaf 21-1)
- 2007 –  Serramenti PVC Diquigiovanni-Selle Italia
- 2008 –  Serramenti PVC Diquigiovanni-Androni Giocattoli
- 2009 –  Serramenti PVC Diquigiovanni-Androni Giocattoli
- 2010 –  Androni Giocattoli-Serramenti PVC Diquigiovanni
- 2011 –  Androni Giocattoli-C.I.P.I.
- 2012 –  Androni Giocattoli-Venezuela
- 2013 –  Lampre-Merida
- 2014 –  Lampre-Merida
- 2015 –  Lampre-Merida
- 2018 –  GW Shimano
- 2019 –  GW Shimano